# Mike Nickeas
Michael James Nickeas (* 13. Februar 1983 in Vancouver, British Columbia) ist ein kanadischer Baseballspieler mit US-amerikanischer Staatsbürgerschaft in der Major League Baseball. Nickeas spielt seit seinem MLB-Debüt 2010 für die New York Mets und agiert auf der Position des Catchers.
Zum Zeitpunkt seiner Geburt spielte Nickeas Vater Mark Fußball bei den Vancouver Whitecaps in der NASL. Sein Vater ist gebürtiger Engländer, seine Mutter US-Amerikanerin.
Aufgewachsen und zur High School gegangen ist Nickeas in Westlake Village im US-Bundesstaat Kalifornien. Anschließend besuchte er die Georgia Tech in Atlanta, wo er drei Jahre lang im Baseballteam aktiv war.
Beim MLB Draft 2005 wurde Nickeas in der fünften Runde von den Texas Rangers gewählt. In der Folge spielte er dann für die verschiedenen Minor League Teams der Rangers, bevor er am zum 30. August 2006 an die New York Mets transferiert wurde.
In den Jahren 2007 bis 2010 kam er für die Mets Minor League Teams St. Lucie Mets, Binghamton Mets und New Orleans Zephyrs zum Einsatz.
Sein MLB-Debüt feierte Nickeas am 2. September 2010 gegen die Chicago Cubs im Wrigley Field. Seine ersten beiden Hits gelangen ihm am 29. September gegen die Milwaukee Brewers.